# Liste der Monuments historiques in Vaux-et-Chantegrue
Die Liste der Monuments historiques in Vaux-et-Chantegrue führt die Monuments historiques in der französischen Gemeinde Vaux-et-Chantegrue auf.

## Liste der Objekte
| Bezeichnung                   | Beschreibung | Standort                                          | Kennzeichnung | Schutzstatus | Datum | Bild |
| ----------------------------- | --- | ------------------------------------------------- | ------------- | ------------ | ----- | ---- |
| Skulptur Madonna mit Kind     | Holz, farbig gefasst und vergoldet, um 1300 | Vaux, in der Kirche Nativité-de-Notre-Dame (Lage) | PM25001387    | Classé       | 1939  |      |
| Hauptaltar                    | Altartisch, Tabernakel, Retabel und Gemälde; Holz, farbig gefasst und vergoldet, 18. Jahrhundert, und Ölfarbe auf Leinwand, 1771 von Johann Melchior Wyrsch | Vaux, in der Kirche Nativité-de-Notre-Dame (Lage) | PM25001731    | Classé       | 1985  |      |
| Skulptur Christus in der Rast | Eichenholz, zweite Hälfte des 16. Jahrhunderts | Vaux, in der Kirche Nativité-de-Notre-Dame (Lage) | PM25001738    | Classé       | 2000  |      |